# كريستيان باسوغوغ
كريستيان موغانغ باسوغوغ (بالفرنسية: Christian Bassogog)‏ (مواليد 18 أكتوبر 1995) هو لاعب كرة قدم كاميروني يلعب حاليًا لصالح نادي أوبه في دوري السوبر الدنماركي. أختير كأحسن لاعب في كأس إفريقيا للأمم 2017 بالغابون، الدورة التي فاز بها منتخب بلاده على حساب المنتخب المصري 2–1.

## روابط خارجية
- كريستيان باسوغوغ على موقع الاتحاد الدولي (مؤرشف)  (الإنجليزية)
- كريستيان باسوغوغ على موقع إي إس بي إن إف سي (الإنجليزية)
- كريستيان باسوغوغ على موقع قاعدة بيانات كرة القدم.إي يو (الإنجليزية)
- كريستيان باسوغوغ على موقع ليكيب (الفرنسية)
- كريستيان باسوغوغ على موقع ناشيونال فوتبول تيمز (الإنجليزية)
- كريستيان باسوغوغ على موقع Soccerbase.com (لاعب) (الإنجليزية)
- كريستيان باسوغوغ على موقع Soccerway.com (الإنجليزية)
- كريستيان باسوغوغ على موقع عالم كرة القدم.نت (الإنجليزية)